# Црвена плима
Црвена плима, штетно цветање алги (ФАН) природна је појава  која се карактерише променом боје боје мора, језера, река или других водних површина. Изазвана је присуством одређених врста морских микроалги, водених биљака, којих има око 300 врста.
Црвена плима потенцијално је токсичан за људе као и за разне морске врсте зато што су ове микроалге способне да производе одређене морске биотоксине (амнезијске, паралитичке, желучане итд.), који се могу разликовати у молекулима растворљивим у води и мастима. Прва група укључује тровање паралитичким шкољкама и тровање амнезијским шкољкама, док токсини растворљиви у мастима могу изазвати тровање шкољкама од пролива до тровање неуротоксичним шкољкама.
Акумулирајући се у телу мекушаца и ракова бкиотоксини чине њихову конзумацију опасном, јер узрокују болести, па чак и смрт, како водених организама тако и људи.  Симптоми тровања могу варирати од тешке гастроинтестиналне интоксикације са дијарејом, мучнином, повраћањем и грчевима у стомаку до неуролошких поремећаја као што су атаксија, вртоглавица, делимична парализа и респираторни дистрес.

## Назив
Име црвене плиме је јако стари назив којим се најчешће означава овај феномен који је први пу уочен када се догодио са црвеним алгама. У научној средини ова појава се назива и...аномалијско интензивно размножавање микроалги које луче отровне токсине.
Данас се овај назив користи за масовно ширење микроалги, без обзира на њихову боју, која може бити зелена, смеђа, жута, наранџаста или не садржи никакву боју.

## Опште информације
Штетно цветање алги   су природни феномени који се одвијају због прекомерног раста морских фитопланктона.   Чини се да су током последњих деценија појава цветања алги и интензитет у порасту на глобалном нивоу због пораста температуре океана и растуће приобалне еутрофикације.  Географско ширење црвене плине такође може бити повезано са баластним водама које транспортују енцистиране алге у нова окружења или масовним ширењем алги узрокованим бављењем аквакултуром.  Међу хиљадама врста микроалги познатих у природи, око 300 је укључено у штетне догађаје, а више од 100 (од ових врста) производи  природне токсине који могу изазвати интоксикацију или чак смрт код људи и животиња. 
Штетно цветање алги спорадично се јавља у Мексичком заливу и на обали Флориде, а може бити пренето и на север у Голфској струји, тако да повремено утичу на обалу суседних држава. У источном Мексичком заливу на обали Флориде, а вероватно и на другим местима, велике количине прашине пореклом из Сахаре, загађује морску воду током киша. Верује се да ова прашина садржи знатне количине гвожђа, које је довољно да изазове појаву  црвене плиме,  повећањем количина гвожђа у морској води које највероватније повећава способност динофлагелата да искористе богатство  хранљивих материја. 
Већина цветања алги јавља се у топлим водама са прекомерним накупљањем хранљивих материјама. Пораст хранљивих материја се дешава током процеса уздизања, када се са морског дно уздижу хранљиве материје према површини или када се оне доносе са копна.
Многи узроци фаворизују појаву микроалги које производе црвене плиме и осеке, међу којима су најзначајнији сунчева светлост и хранљиви састојци, одсуство ветрова, високе температуре или промене које је човек створио у свом окружењу као резултат својих активности.
Цветање алги настаје као последица умножавања микроалги, динофлагелата (групе једноћелијских, или ређе трихалних, углавном аутотрофних протиста)  које се опажа на површини мора као црвена боја морске воде. У тој води се ови микроорганизми могу открити микроскопски.    
Саме по себи ове  микроалге нису опасне и служе као храна за сав живот у океану,  и нека врста су траве за океан. Али у одређеном периоду оне могу да произведу „читав спектар тешких отрова и изазову различита тровањаˮ. Између осталог, могу да проузрокују смрт човека, било непосредно или посредно. Штетни ефекти таквог цветања су због токсина које производе или због трошења кисеоника у води што може довести до одумирања риба.    
Међутим, не производе сва цветања алги токсине, а неки само обезбојавају воду, производе непријатан мирис или додају лош укус води. Органолептички није могуће утврдити да ли је цветање штетно само по изгледу, јер је потребно узорковање и микроскопски преглед.  У многим случајевима и микроскопија није довољна да се направи разлика између токсичне и нетоксичне популације. У овим случајевима, користе се тестови за мерење нивоа токсина како би се утврдило да ли у алгама постоји присутво гена за производњу токсина.
У току црвене плиме настаје контаминација шкољака и риба  бреветоксином, који производе динофлагелати (микроалге) које уносе шкољке (нпр остриге, дагње и рибе) у којима се концентришу токсин (отрови) које касније конзумирају грабежљивци, укључујући и људе.
Црвене плиме које обично изазивају велики помор рибе, чији лешеви потом испливају на обалу,  може имати и друге последице попут катастрофалног утицаја  на риболов и на све економске активности повезане са морем.

## Последице
Морски динофлагелати производе ихтиотоксине. Нису све црвене плиме штетне. Тамо где се јављају црвене плиме, мртве рибе се избацују на обалу до две недеље након што црвена плима прође кроз подручје. Осим што убијају рибе, токсичне алге загађују и шкољке. Неки мекушци нису осетљиви на токсин али га складиште га свом масном ткиву. Конзумирањем организама одговорних за црвену плиму, шкољке могу акумулирати и задржати сакситоксин који производе ови организми. Сакситоксин блокира натријумове канале и његово гутање може изазвати парализу у року од 30 минута. 
Друге животиње које једу шкољке су такође подложне неуротоксину, што доводи до неуротоксичног тровања шкољкама , а понекад чак и смрти. Већина мекушаца и шкољки филтрира храну, што резултује већом концентрацијом токсина него само пијење воде.  Морска црнка на пример, је ронилачка патка чија се исхрана углавном састоји од мекушаца. Када морска црнка поједе шкољке које се хране ултрафилтратом, у њиховом телу се акумулира до високог нивое токсина црвене плиме и њихова популација постаје главна мета за тровање. Међутим, чак и птице које не једу мекушце могу бити погођене једноставним једењем из мртвих риба на плажи или пијењем воде.
Токсини који се ослобађају из затрованих морских плодова могу убити морске животиње, укључујући делфине , морске корњаче, птице и морске краве.  
Ламантини могу да удишу бреветоксине, а пошто се бреветоксини могу пренети кроз трофичке нивое у ланцу исхране, они могу и да их прогутају. Ламантини такође имају имуни одговор на црвену плиму и њене токсине који их могу учинити још подложнијим другим стресорима. Због ове подложности, ламантини могу умрети или од непосредних или накнадних ефеката црвене плиме.  
Рибама као што су атлантска харинга, амерички поллок, зимска иверка, атлантски лосос и бакалар орално су давани ови токсини у експерименту, и за неколико минута испитаници су почели да показују губитак равнотеже и почели су да пливају неправилно, трзајући се, након чега је следи парализа и плитко, аритмично дисање и на крају смрт, након отприлике сат времена.   
Показало се да црвене плиме имају негативан утицај и на меморијске функције морских лавова. 